# Ems-Seitenkanal
Der Ems-Seitenkanal ist eine 9 Kilometer lange Bundeswasserstraße in Niedersachsen bei Emden/Ostfriesland. Er führt von der Unterems (km 30,3) bei Oldersum über die Schleuse Oldersum bis zur Borßumer Schleuse, über die der Binnenhafen von Emden erreicht wird. Dabei verläuft er im Abstand von ein bis zwei Kilometer parallel zur Ems und parallel zur Eisenbahn und wird von 8 Straßen- und Wegebrücken überquert. Der Kanal ist 27 Meter breit, zwischen 1,50 Meter und 2 Meter tief und bietet eine Mindestdurchfahrtshöhe von 4 Metern. Er zählt als Binnenschifffahrtsstraße zur Wasserstraßenklasse III. Zuständig ist das Wasserstraßen- und Schifffahrtsamt Ems-Nordsee.
Der Kanal wird hauptsächlich von Sportbooten genutzt, und so gibt es entlang des Kanals einige kleine Sportboothäfen.
Der Ems-Seitenkanal war der Endabschnitt des 1899 eröffneten Dortmund-Ems-Kanals. Dieser Abschnitt wurde 1894–1897 gebaut, weil die damals üblichen schwerfälligen Schleppzüge bei stürmischen Wetterlagen dem Wellengang in der Höhe des Dollarts, insbesondere beim Ein- und Auslaufen in den/aus dem damals stark wachsenden Emder Hafen, nicht gewachsen waren. Zugleich konnten durch den Kanal die Entwässerungsverhältnisse in den Marschgebieten östlich von Emden verbessert werden; deshalb erhielt die Seeschleuse Oldersum auch die Funktion eines Sieles.
Seit 1968 gehört der Ems-Seitenkanal nicht mehr zum Dortmund-Ems-Kanal, sondern ist eine eigene Bundeswasserstraße.